# 楊士海
楊士海（1971年1月14日—），中國浙江省人，圍棋棋手，现居香港，中国棋院八段。
楊士海在自學的情況下，在12歲時參加省兒童比賽獲得冠軍。於1983年9月獨自一人去杭州學棋，1985年全國少年賽第三名，1986年成功定上職業初段。

## 比赛成绩
- 1986年職業初段，1987年二段，1988年三段，新秀賽冠軍，全國围棋團體賽浙江首獲冠軍。
- 1989年第五屆中日围棋擂臺賽當先鋒，戰勝日本依田紀基七段，進國家隊（1989--1992）。
- 1990年四段，海峽杯第二名，1992年五段，1993年六段，霜花杯冠軍，1994年霜花杯蟬聯冠軍。
- 1995年七段，1996年全國围棋個人賽第四名，1997年八段，1998年棋聖戰八段組冠軍，樂百氏杯挑戰者。
- 1999年移居香港，2000年代表中國參加春蘭杯世界賽，進入16強。
- 2002及2006年豐田杯世界賽代表香港，獲亞洲區冠軍，世界賽進入16強。
- 2001－2004年組建香港隊，參加中國圍棋乙級联賽，於2004年升上甲級隊。
- 2008年豐田杯世界賽代表香港，獲亞洲區冠軍，進入本賽。